# Timișoreana (bière)
La Timișoreana est une marque de bière blonde roumaine de fermentation basse (lager) brassée à Timişoara par Ursus Breweries, qui fait partie du groupe SAB Miller (South African Breweries).

## Histoire

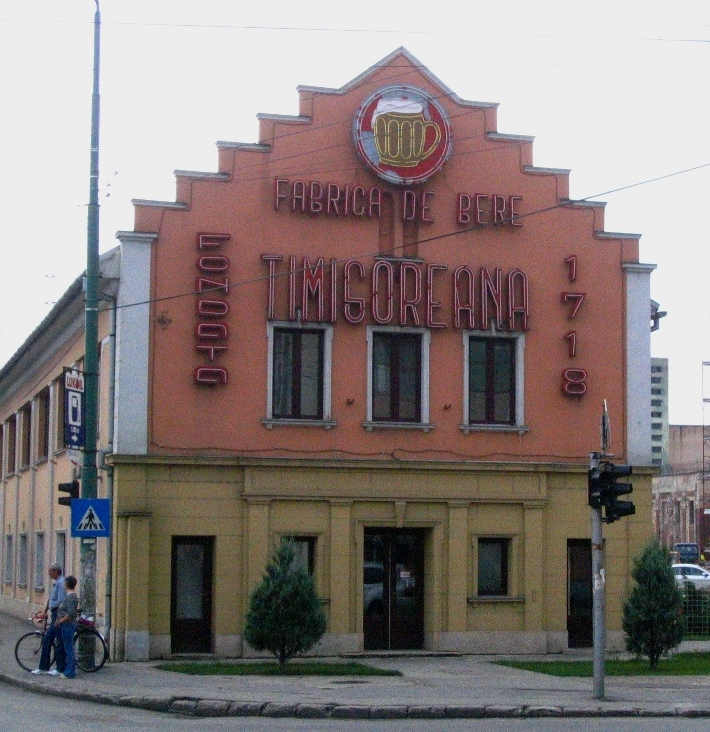
Brasserie de Timișoreana

En 1718,  le prince Eugène de Savoie fit construire la première brasserie de Roumanie, à Timişoara. La brasserie avait deux rôles à remplir : suppléer le manque aigu d’eau potable de la cité et étancher la soif des troupes autrichiennes, installées dans la région après la libération de Timişoara du joug ottoman.
Pendant un siècle et demi, la brasserie a été exploitée par l’armée, après quoi elle a été concédée successivement à plusieurs propriétaires.
En 1890, un grave incendie ravagea l'usine de Timişoara et causa des dommages irréparables aux bâtiments principaux et aux installations. La brasserie a ensuite été complètement rénovée, en suivant les normes les plus exigeantes de l’époque et devenant ainsi l’une des usines les plus modernes du Sud-Est de l’Europe.
 En 1920, on y utilise pour la première fois en Roumanie, le filtre à bière. C’est aussi dans les années 1920 que la brasserie de Timişoara devient le fournisseur officiel de bière de la cour royale de Roumanie.
En 1948, l'usine de Timişoara fut nationalisée par les autorités communistes.
Dans les années 1960, la brasserie est devenue la seconde unité de fabrication de bière dans le monde à automatiser complètement sa ligne de production.
En 2001, après avoir été achetée par le groupe international SABMiller qui produit aussi en Roumanie, l'Ursus et la Pilsner Urquell. , la brasserie de Timişoara bénéficia d'amples programmes d’investissement, afin d’augmenter la capacité de production et de moderniser les bâtiments historiques. Les bâtiments sont alors rénovés, tout en préservant le style architectural du XVIIIe siècle.
Le 25 novembre 2005, Timișoreana a parrainé la ville de Timișoara à hauteur de 60 000 dollars pour la rénovation de trois bâtiments historiques de la place Trajan à Timișoara. Enfin, en septembre 2006, Timișoreana est devenu un sponsor de la Coupe de Roumanie de Football.
Timișoreana succède donc à Tuborg en 2000, et Samsung comme sponsor officiel.

## Les Fêtes Timişoreana
Chaque année, depuis 2004, la brasserie organise pendant l’été les Fêtes Timişoreana. Le festival commence toujours à Timişoara, puis la caravane parcourt le pays et reste dans une dizaine de grandes villes pendant trois jours. L’événement est organisé selon le modèle des fêtes médiévales, et chaque soir, le Maître Brasseur raconte des histoires, il parle des lieux qu'il a visités et des gens qu'il a rencontrés dans le cadre de ses voyages. Pendant ces fêtes, le public peut écouter de la musique rock, folk ou même de la musique médiévale jouée par des troubadours. Le public peut aussi boire de la bière, manger des plats traditionnels, participer aux jeux et aux concours variés et gagner des prix, s’acheter des souvenirs.     